# Liste der Baudenkmäler in Velen
Die Liste der Baudenkmäler in Velen enthält die denkmalgeschützten Bauwerke auf dem Gebiet der Stadt Velen im Kreis Borken in Nordrhein-Westfalen (Stand: September 2011). Diese Baudenkmäler sind in der Denkmalliste der Stadt Velen eingetragen; Grundlage für die Aufnahme ist das Denkmalschutzgesetz Nordrhein-Westfalen (DSchG NRW).

## Allgemein
- Bild: Bild des Kulturdenkmals, ggf. zusätzlich mit einem Link zu weiteren Fotos des Kulturdenkmals im Medienarchiv Wikimedia Commons
- Bezeichnung: Name des Kulturdenkmals
- Lage: Straßenname und Hausnummer oder Flurstücknummer des Kulturdenkmal, gegebenenfalls auch den Ortsteil. Die Grundsortierung der Liste erfolgt nach dieser Adresse. Der Link (Karte) führt zu verschiedenen Kartendiensten mit der Position des Kulturdenkmals. Fehlt dieser Link, wurden die Koordinaten noch nicht eingetragen. Sind diese bekannt, können sie über ein Tool mit einer Kartenansicht einfach nachgetragen werden. In dieser Kartenansicht sind Kulturdenkmale ohne Koordinaten mit einem roten bzw. orangen Marker dargestellt und können durch Verschieben auf die richtige Position in der Karte mit Koordinaten versehen werden. Kulturdenkmale ohne Bild sind an einem blauen bzw. roten Marker erkennbar.
- Beschreibung: Kurzcharakteristik des Kulturdenkmals
- Bauzeit: Baubeginn, Fertigstellung, Datum der Erstnennung oder grobe zeitliche Einordnung entsprechend des Eintrags in der zuständigen Denkmaldatenbank
- Eingetragen seit: Datum der Erfassung in der zuständigen Denkmaldatenbank

## Baudenkmäler
| Bild                                        | Bezeichnung                                                | Lage                                                                        | Beschreibung | Bauzeit      | Eingetragen seit | Denkmal- nummer |
| ------------------------------------------- | ---------------------------------------------------------- | --------------------------------------------------------------------------- | --- | ------------ | ---------------- | --------------- |
| weitere Bilder                              | Kath. Pfarrkirche St. Andreas                              | Ramsdorfer Straße / Rekener Straße Karte                                    | |              |                  | 1               |
| Marienstatue (Mater Dolorosa)               | Marienstatue (Mater Dolorosa)                              | Kardinal-von-Galen-Straße Karte                                             | Die Statue, die die im Schmerz über das Leiden ihres Sohnes leidende Maria darstellt, wurde vom Coesfelder Bildhauer Cornelius Sasse gefertigt. | 1784         |                  | 2               |
| Bildstock des Hl. Antonius                  | Bildstock des Hl. Antonius                                 | Schulstraße 48 Karte                                                        | Von den Brüdern Bruns errichtet Antoniuskapelle. Die jetzige Figur im Franziskanerkleid stammt aus den Nachkriegsjahren und ist bereits die 3. Figur, nachdem deren Vorgänger für Notkirchen in den Nachkriegsjahren abgegeben wurden.                                                 | um 1900      |                  | 3               |
| Altes Pastorat                              | Altes Pastorat                                             | Kardinal-von-Galen-Straße Karte                                             | |              |                  | 4               |
| Bürgerhaus                                  | Bürgerhaus                                                 | Coesfelder Straße 18 Karte                                                  | |              |                  | 5               |
| Wohnhäuser                                  | Wohnhäuser                                                 | Ramsdorfer Straße 11 und 11a Karte                                          | |              |                  | 6               |
| Villa                                       | Villa                                                      | Rekener Straße 12 Karte                                                     | |              |                  | 7               |
| Madonna                                     | Madonna                                                    | Nordvelener Straße Karte                                                    | |              |                  | 8               |
| Bildstock                                   | Bildstock                                                  | Kreuzung Borkener Damm / Barriers Pättken Karte                             | |              |                  | 9               |
| weitere Bilder                              | Kath. Pfarrkirche St. Walburga                             | Walburgisplatz Karte                                                        | |              |                  | 10              |
| 4 Bildstöcke eines Kreuzweges               | 4 Bildstöcke eines Kreuzweges                              | Holthausener Straße Karte                                                   | |              |                  | 11              |
| Bildstock bei Hof Döring                    | Bildstock bei Hof Döring                                   | Knüverdarp Karte                                                            | |              |                  | 12              |
| Kruzifix                                    | Kruzifix                                                   | Weseker Straße / Harkingsbrügge, Ecke Weseker Straße / Harkingsbrügge Karte | |              |                  | 13              |
| weitere Bilder                              | Burg                                                       | Burgplatz 6 Karte                                                           | |              |                  | 14              |
| Haus Röllinghoff                            | Haus Röllinghoff                                           | Beckhook Karte                                                              | Bereits im Mittelalter als Haupthof und Lehngut der Herrschaft Steinfurt erwähntes Bauwerk. Nur der westliche Teil des alten Hauses ist noch erhalten. In diesem befindet sich einer der ältesten in seiner ursprünglichen Form erhaltenen profanen Säle des westlichen Münsterlandes. |              |                  | 15              |
| Statue Ecce Homo                            | Statue Ecce Homo                                           | Heidener Landweg Karte                                                      | Statue des gefolterten und mit Dornenkrone gekrönten Jesus von Nazareth | 1733         |                  | 16              |
| Bildstock                                   | Bildstock                                                  | Waldvelener Straße Karte                                                    | |              |                  | 17              |
| Ehemaliges Kötterhaus                       | Ehemaliges Kötterhaus                                      | Borkener Damm                                                               | |              |                  | 18              |
| Kruzifix                                    | Kruzifix                                                   | Nordvelener Straße Karte                                                    | | 1733         |                  | 19              |
| Speicher auf dem Hof Schulze Holthausen     | Speicher auf dem Hof Schulze Holthausen                    | Holthausen 1 Karte                                                          | |              |                  | 20              |
| Kotten an der Bocholter Aa                  | Kotten an der Bocholter Aa                                 | Beckhook 121 Karte                                                          | |              |                  | 21              |
| Ackerbürgerhaus                             | Ackerbürgerhaus                                            | Kurze Straße 14 Karte                                                       | |              |                  | 22              |
| Hof Fraude                                  | Hof Fraude                                                 | Borkener Straße 99 Karte                                                    | |              |                  | 23              |
| Fasanerie des Schlosses und Forsthaus       | Fasanerie des Schlosses und Forsthaus                      | Am Tiergarten 20 und 22 Karte                                               | |              |                  | 24              |
| Orangerie des Schlosses Velen               | Orangerie des Schlosses Velen                              | Am Schloss 5 Karte                                                          | |              |                  | 25              |
| Heiliger Josef mit Kind                     | Heiliger Josef mit Kind                                    | Holthausen 1 Karte                                                          | |              |                  | 26              |
| Wegekapelle am Heidener Landweg             | Wegekapelle am Heidener Landweg                            | Heidener Landweg 116 Karte                                                  | Herz-Jesu Statue in einer kleinen Kapelle mit schmiedeeisernem Tor | 1919         |                  | 27              |
| Friedhofskreuz Velen                        | Friedhofskreuz Velen                                       | Ignatiusstraße Karte                                                        | Von Bauern der Gemeinde gestiftetes Friedhofskreuz, dass durch einen verkürzt wirkenden Querbalken auffällt. | 1849         |                  | 28              |
| Ehemalige Försterei                         | Ehemalige Försterei                                        | Ramsdorfer Straße 17 Karte                                                  | |              |                  | 29              |
| weitere Bilder                              | Schloss Velen                                              | Am Schloss 5 Karte                                                          | |              |                  | 30              |
| Gabelkruzifix am Hellweg                    | Gabelkruzifix am Hellweg                                   | Hellweg 50 Karte                                                            | |              |                  | 31              |
| Ehemalige Molkerei und Dampfmühle           | Ehemalige Molkerei und Dampfmühle                          | Harkingsbrügge 1 Karte                                                      | |              |                  | 32              |
| Schlossmühle                                | Schlossmühle                                               | Heidener Landweg 29 Karte                                                   | |              |                  | 33              |
| Beckmanns Schmiede, sogen. Jungfernhäuschen | Beckmanns Schmiede, sogen. Jungfernhäuschen                | Walburgisplatz 12a Karte                                                    | |              |                  | 34              |
| weitere Bilder                              | Sägemühle zu Gut Roß einschl. wasserbautechnischer Anlagen | Heidener Straße 51 Karte                                                    | Wassersägemühle, die zum Gut Roß gehört, das ein landwirtschaftlicher Musterbetrieb des Grafen Dr. jur. Max von Landsberg-Velen (1847-1902) war. | 1890er Jahre |                  | 35              |
| Haus                                        | Haus                                                       | Lange Straße 21 Karte                                                       | |              |                  | 36              |
| Fassade Haus                                | Fassade Haus                                               | Lange Straße 3 Karte                                                        | |              |                  | 37              |